# Ndendé
Ndendé – miasto w Gabonie w prowincji Ngounié. Miasto liczyło według spisu z 1993 roku 4500 mieszkańców, według szacunków na 2008 rok liczy ok. 7648 mieszkańców.